# 紀元前1年
紀元前1年（きげんぜん1ねん）は、西暦（ユリウス暦）における紀元1年の前年に当たる。
これは西暦に限らず通常の紀年法では、0年を設けないからである。ただし、分野によっては後節のように「西暦0年」と表現することがある。
この年は、ユリウス暦制定直後の混乱により、紀元前6年から紀元後7年まで13年間にわたって、閏年を停止したため、平年であったと推定されている（ユリウス暦#運用を参照）。

## 西暦0年
分野によっては（特に天文学においては）、紀元前1年を0年（西暦0年）と表現する。これは紀元前1年を跨いだ年数計算において通常の算術計算により算出できるようにするためである。この場合には誤解を避けるために「紀元前0年」とは表記せず、「西暦0年」（西暦ゼロ年）または単に「0年」と表記する（天文学的紀年法）。したがって、紀元前5年は、西暦 -4年（マイナス4年）と表記する。
- 通常の紀年法：     紀元前4年 →紀元前3年 →紀元前2年 →紀元前1年 →紀元1年 →紀元2年 →紀元3年
- 天文学的紀年法：西暦 -3年 →西暦 -2年 →西暦 -1年 →西暦 0年 → 西暦1年 →西暦2年 →西暦3年

通常の紀年法の二元的なイメージ：

天文学的紀年法が準拠する数直線：
例：紀元2年（ = 西暦 2年）から紀元前4年（ = 西暦 -3年）までの年数の算出法
- 通常の紀年法：2 - (-4) - 1 = 5年（紀元前1年を跨ぐ場合には、1年を減じなければならない）
- 天文学的紀年法：2 - (-3) = 5年（紀元前1年を跨がない場合の年数の算出方法と同じである）

## 他の紀年法
- 天文学的紀年法：0年
- 干支 : 庚申
- 日本
  - 垂仁天皇29年
  - 皇紀660年
- 中国
  - 前漢 : 元寿2年
- 朝鮮
  - 高句麗 : 瑠璃明王19年
  - 新羅 : 赫居世57年
  - 百済 : 温祚王18年
  - 檀紀2333年
- 仏滅紀元 : 543年
- ユダヤ暦 : 3760年 - 3761年

## できごと
- 前漢　元寿2年正月、匈奴および烏孫の使者が来朝する。4月壬辰晦、日食。6月哀帝逝去。罷免されていた王莽が復権。董賢に代わり大司馬に返り咲く[1]。9月平帝9歳で即位。王莽は政務を総覧。
- 百済の初代王温祚王、渤海・女真系の部族靺鞨の侵入を撃退、酋長の素牟を捕縛。

## 死去
- 哀帝、前漢の第12代皇帝（* 紀元前25年）
- 董賢、哀帝の寵愛を受けた官人（* 紀元前22年）
- 孝哀皇后、前漢の皇后
- 趙飛燕、前漢成帝の皇后